# Football-Club Bavois 2017-2018
Questa voce raccoglie le informazioni riguardanti il Football-Club Bavois nelle competizioni ufficiali della stagione 2017-2018.

## Stagione
Nella stagione 2017-2018 il Bavois, allenato da Bekim Uka, concluse il campionato di Promotion League al 13º posto.

## Rosa
| N. |                                 | Ruolo | Calciatore           |
| -- | ------------------------------- | ----- | -------------------- |
|    | Svizzera (bandiera)             | P     | Enes Azizi           |
|    | Svizzera (bandiera)             | P     | Robin Enrico         |
|    | Italia (bandiera)               | P     | Marco Grosso         |
|    | Svizzera (bandiera)             | P     | Christopher Meylan   |
|    | Francia (bandiera)              | D     | Hicham Bentayeb      |
|    | Svizzera (bandiera)             | D     | Arnaud Bühler        |
|    | Svizzera (bandiera)             | D     | Gabriel Cuénoud      |
|    | Svizzera (bandiera)             | D     | Maurice Glur         |
|    | Bosnia ed Erzegovina (bandiera) | D     | Nezir Kurtic         |
|    | Francia (bandiera)              | D     | Sébastien Le Neün    |
|    | Capo Verde (bandiera)           | D     | Jean-Michel Monteiro |
|    | Svizzera (bandiera)             | D     | Adil Seipi           |
|    | Svizzera (bandiera)             | D     | Muamer Zeneli        |
|    | Svizzera (bandiera)             | C     | Safet Alić           |
|    | Svizzera (bandiera)             | C     | Adrián Alvarez       |
|    | Francia (bandiera)              | C     | Romain Beynié        |

| N. |                           | Ruolo | Calciatore            |
| -- | ------------------------- | ----- | --------------------- |
|    | Svizzera (bandiera)       | C     | Yannick Bovay         |
|    | Svizzera (bandiera)       | C     | Aziz Demiri           |
|    | Svizzera (bandiera)       | C     | Damiano di Biase      |
|    | Argentina (bandiera)      | C     | Santiago Feuillassier |
|    | Svizzera (bandiera)       | C     | Alexandre Khelifi     |
|    | Svizzera (bandiera)       | C     | Daniele Kilinc        |
|    | Svizzera (bandiera)       | C     | Yann Martin           |
|    | Svizzera (bandiera)       | C     | Micael Martins        |
|    | Svizzera (bandiera)       | C     | Elvis Sulejmani       |
|    | Svizzera (bandiera)       | A     | Dren Basha            |
|    | Svizzera (bandiera)       | A     | Alex Gauthier         |
|    | RD del Congo (bandiera)   | A     | Djove Ifaso           |
|    | Costa d'Avorio (bandiera) | A     | Khalil Lambin         |
|    | Portogallo (bandiera)     | A     | Luís Pimenta          |
|    | Francia (bandiera)        | A     | Bourama Ouattara      |

## Organigramma societario
Area tecnica
- Allenatore: Bekim Uka
- Allenatore in seconda: Njohole Renatus
- Preparatore dei portieri:
- Preparatori atletici:

## Calciomercato

### Sessione estiva
| Acquisti | Acquisti          | Acquisti        | Acquisti |
| R.       | Nome              | da              | Modalità |
| -------- | ----------------- | --------------- | -------- |
| C        | Daniele Kilinc    | Malley          |          |
| D        | Timothie Zali     | Losanna U21     |          |
| A        | Alex Gauthier     | Yverdon         |          |
| P        | Mergim Ferati     | Losanna U18     |          |
| C        | Romain Beynié     | CA Bastia       |          |
| D        | Arnaud Bühler     | Wil             |          |
| D        | Gabriel Cuénoud   | Azzurri 90      |          |
| C        | Alexandre Khelifi | Yverdon         |          |
| A        | Luís Pimenta      | Le Mont         |          |
| P        | Valmir Sallaj     | Xamax Neuchâtel |          |

| Cessioni | Cessioni         | Cessioni             | Cessioni |
| R.       | Nome             | a                    | Modalità |
| -------- | ---------------- | -------------------- | -------- |
| A        | Onur Yildiz      | Stade Lausanne-Ouchy |          |
| P        | Valmir Sallaj    | Delémont             |          |
| C        | Valentin Dupuis  | Echallens            |          |
| C        | Fabijan Markaj   | Richemond            |          |
| D        | Loïc Ombala      | Azzurri 90           |          |
| D        | Lionel Mallein   | Grenoble (CFA)       |          |
| C        | Yanis Lahiouel   | Yverdon              |          |
| A        | Qendrim Makshana | Köniz                |          |
| D        | Vito Preite      | Azzurri 90           |          |

### Sessione invernale
| Acquisti | Acquisti              | Acquisti        | Acquisti |
| R.       | Nome                  | da              | Modalità |
| -------- | --------------------- | --------------- | -------- |
| C        | Santiago Feuillassier | Le Mont         |          |
| C        | Safet Alić            | Xamax Neuchâtel |          |
| A        | Khalil Lambin         | Stade Nyonnais  |          |

| Cessioni | Cessioni      | Cessioni   | Cessioni |
| R.       | Nome          | a          | Modalità |
| -------- | ------------- | ---------- | -------- |
| P        | Mergim Ferati | Azzurri 90 |          |
| A        | Ylber Mejdi   | Friburgo   |          |
| D        | Timothie Zali | Azzurri 90 |          |

## Risultati

### Promotion League
| Arbitro: | Dudic |

|          |           |                   |
| Neün 67’ | Marcatori | 27’ (rig.) Müller |

| Arbitro: | Roth |

|  |           |              |
|  | Marcatori | 20’ Rafhinha |

| Arbitro: | Cibelli |

|  |           |                       |
|  | Marcatori | 74’ Alvarez 90’ Mejdi |

| Arbitro: | Morais |

|  |           |               |
|  | Marcatori | 90’ Seferagic |

| Arbitro: | Dudic |

|                             |           |             |
| Chentouf 9’, 29’ Lambin 85’ | Marcatori | 25’ Alvarez |

| Arbitro: | Turkes |

|                       |           |             |
| Gauthier 5’ Zeneli 6’ | Marcatori | 85’ Padmore |

| Arbitro: | Gianforte |

|                                         |           |             |
| Briner 17’ Franjic 32’ (rig.) Lüthi 77’ | Marcatori | 38’ Pimenta |

| Bavois 16 settembre 2017, ore 17:00 CEST 8ª giornata | Bavois  | 0 – 0 referto | Basilea II | Stade des Peupliers (180 spett.)\| Arbitro: \| Brunner \| |
| Arbitro:                                             | Brunner |               |            |                                                           |

| Arbitro: | Schärli |

|  |           |                          |
|  | Marcatori | 75’ Khelifi 86’ Gauthier |

| Arbitro: | Cibelli |

|            |           |            |
| Zeneli 58’ | Marcatori | 14’ Karlen |

| Arbitro: | Huber |

|                                    |           |                         |
| Wüthrich 60’ Adjei 78’ Parapar 87’ | Marcatori | 8’ Gauthier 23’ Alvarez |

| Arbitro: | Dudic |

|                                   |           |               |
| Demiri 26’ Alvarez 30’ Zeneli 78’ | Marcatori | 5’, 64’ Mejri |

| Arbitro: | Gianforte |

|                         |           |          |
| Akbulut 42’ (rig.), 45’ | Marcatori | 76’ Neün |

| Arbitro: | Rothenfluh |

|                                             |           |                  |
| Alvarez 3’ Zeneli 15’ (rig.), 65’ Bovay 21’ | Marcatori | 38’ (rig.) Cissé |

| Arbitro: | Turkes |

|                                                            |           |  |
| Rexhepi 7’ (rig.) Kamberi 61’ Rohner 64’, 71’ Domgjoni 89’ | Marcatori |  |

#### Girone di ritorno
| Arbitro: | Gut |

|                                   |           |                                   |
| Giampà 27’ (rig.) Herger 37’, 70’ | Marcatori | 11’ Zali 23’ Martins 31’ Ouattara |

| Arbitro: | Horisberger |

|                       |           |                 |
| Ivić 16’ Abegglen 20’ | Marcatori | 61’, 75’ Zeneli |

| Arbitro: | Borra |

|            |           |          |
| Alvarez 4’ | Marcatori | 61’ Neto |

| Arbitro: | Rosset |

|                                    |           |             |
| Costa 1’ Sulejmani 5’ Chihadeh 76’ | Marcatori | 24’ Martins |

| Bavois 17 marzo 2018, ore 16:00 CET 20ª giornata | Bavois     | 1 – 0 referto | Stade Nyonnais | Stade des Peupliers (138 spett.)\| Arbitro: \| Rothenfluh \| |
| Arbitro:                                         | Rothenfluh |               |                |                                                              |

| Arbitro: | Turkes |

|              |           |  |
| Ramadani 85’ | Marcatori |  |

| Arbitro: | Jancevski |

|             |           |  |
| Alvarez 18’ | Marcatori |  |

| Arbitro: | Ljatifi |

|            |           |            |
| Pululu 34’ | Marcatori | 18’ Zeneli |

| Arbitro: | Jancevski |

|            |           |  |
| Bühler 36’ | Marcatori |  |

| Arbitro: | Roth |

|                                  |           |  |
| Beloko 47’ Almeida 63’ Costa 86’ | Marcatori |  |

| Arbitro: | von Mandach |

|                               |           |                                   |
| Zeneli 44’ (rig.) Pimenta 53’ | Marcatori | 10’ Dzeljadini 15’ Kasaï 70’ Weah |

| Arbitro: | Dégallier |

|                                                |           |  |
| Laugeois 3’ Lahiouel 12’, 29’, 63’ Demirci 84’ | Marcatori |  |

| Arbitro: | Staubli |

|                                         |           |                                |
| Alvarez 4’, 44’ Lambin 53’ Gauthier 79’ | Marcatori | 22’ (rig.) Mbarga 67’ Shillova |

| Arbitro: | Gianforte |

|                          |           |                  |
| Deschenaux 24’, 36’, 79’ | Marcatori | 87’ (aut.) Cissé |

| Arbitro: | Wolfensberger |

|  |           |                                                          |
|  | Marcatori | 17’ Kamberi 42’ Zumberi 69’, 71’ Graf 76’ (rig.) Dalvand |

## Statistiche

### Statistiche di squadra
| Competizione     | Punti | In casa | In casa | In casa | In casa | In casa | In casa | In trasferta | In trasferta | In trasferta | In trasferta | In trasferta | In trasferta | Totale | Totale | Totale | Totale | Totale | Totale | DR  |
| Competizione     | Punti | G       | V       | N       | P       | Gf      | Gs      | G            | V            | N            | P            | Gf           | Gs           | G      | V      | N      | P      | Gf     | Gs     | DR  |
| ---------------- | ----- | ------- | ------- | ------- | ------- | ------- | ------- | ------------ | ------------ | ------------ | ------------ | ------------ | ------------ | ------ | ------ | ------ | ------ | ------ | ------ | --- |
| Promotion League | 34    | 15      | 7       | 4       | 4       | 21      | 19      | 15           | 2            | 3            | 10           | 17           | 37           | 30     | 9      | 7      | 14     | 38     | 56     | -18 |
| Totale           | 34    | 15      | 7       | 4       | 4       | 21      | 19      | 15           | 2            | 3            | 10           | 17           | 37           | 30     | 9      | 7      | 14     | 38     | 56     | -18 |

### Andamento in campionato
| Giornata  | 1 | 2  | 3  | 4  | 5  | 6  | 7  | 8  | 9  | 10 | 11 | 12 | 13 | 14 | 15 | 16 | 17 | 18 | 19 | 20 | 21 | 22 | 23 | 24 | 25 | 26 | 27 | 28 | 29 | 30 |
| --------- | - | -- | -- | -- | -- | -- | -- | -- | -- | -- | -- | -- | -- | -- | -- | -- | -- | -- | -- | -- | -- | -- | -- | -- | -- | -- | -- | -- | -- | -- |
| Luogo     | C | C  | T  | C  | T  | C  | T  | C  | T  | C  | T  | C  | T  | C  | T  | T  | T  | C  | T  | C  | T  | C  | T  | C  | T  | C  | T  | C  | T  | C  |
| Risultato | N | P  | V  | P  | P  | V  | P  | N  | V  | N  | P  | V  | P  | V  | P  | N  | N  | N  | P  | V  | P  | V  | N  | V  | P  | P  | P  | V  | P  | P  |
| Posizione | 7 | 13 | 10 | 12 | 14 | 10 | 10 | 13 | 10 | 9  | 13 | 10 | 13 | 10 | 13 | 12 | 13 | 14 | 14 | 13 | 13 | 12 | 13 | 10 | 13 | 13 | 13 | 13 | 13 | 13 |

Legenda:

Luogo: C = Casa; T = Trasferta. Risultato: V = Vittoria; N = Pareggio; P = Sconfitta.

### Statistiche dei giocatori
| S. Alić         | 12 | 0 | 5  | 0 |
| A. Alvarez      | 30 | 9 | 0  | 0 |
| E. Azizi        | 0  | 0 | 0  | 0 |
| D. Basha        | 1  | 0 | 0  | 0 |
| H. Bentayeb     | 2  | 0 | 0  | 0 |
| R. Beynié       | 27 | 0 | 11 | 0 |
| D. Biase        | 0  | 0 | 0  | 0 |
| Y. Bovay        | 28 | 1 | 9  | 0 |
| A. Bühler       | 29 | 1 | 2  | 0 |
| G. Cuénoud      | 17 | 0 | 6  | 1 |
| A. Demiri       | 16 | 1 | 6  | 0 |
| V. Dupuis       | 0  | 0 | 0  | 0 |
| R. Enrico       | 30 | 0 | 2  | 0 |
| M. Ferati       | 0  | 0 | 0  | 0 |
| S. Feuillassier | 5  | 0 | 0  | 0 |
| A. Gauthier     | 23 | 4 | 4  | 0 |
| M. Glur         | 1  | 0 | 0  | 0 |
| M. Grosso       | 0  | 0 | 0  | 0 |
| D. Ifaso        | 1  | 0 | 0  | 0 |
| A. Khelifi      | 11 | 1 | 0  | 0 |
| D. Kilinc       | 2  | 0 | 0  | 0 |
| N. Kurtic       | 29 | 0 | 5  | 0 |
| K. Lambin       | 13 | 1 | 0  | 0 |
| Y. Martin       | 1  | 0 | 0  | 0 |
| M. Martins      | 18 | 2 | 2  | 0 |
| Y. Mejdi        | 4  | 1 | 0  | 0 |
| C. Meylan       | 0  | 0 | 0  | 0 |
| J. Monteiro     | 6  | 0 | 1  | 0 |
| S. Neün         | 28 | 2 | 5  | 0 |
| B. Ouattara     | 13 | 1 | 1  | 0 |
| L. Pimenta      | 20 | 3 | 3  | 0 |
| V. Sallaj       | 0  | 0 | 0  | 0 |
| A. Seipi        | 7  | 0 | 0  | 0 |
| E. Sulejmani    | 0  | 0 | 0  | 0 |
| O. Yildiz       | 3  | 0 | 0  | 0 |
| T. Zali         | 5  | 1 | 0  | 0 |
| M. Zeneli       | 24 | 9 | 6  | 2 |